# Yaylapınar, Refahiye
Yaylapınarı là một xã thuộc huyện Refahiye, tỉnh Erzincan, Thổ Nhĩ Kỳ. Dân số thời điểm năm 2010 là 18 người.